# 伊万里・有田消防組合
伊万里・有田消防組合（いまり・ありたしょうぼうくみあい）は佐賀県伊万里市・有田町によって組織される一部事務組合（消防組合）である。管轄地域は前述の1市1町。消防の広域化を受けて、2014年（平成26年）4月に各々の常備消防を廃止し、消防組合として再編された。管理者は伊万里市長、副管理者は有田町長である。ここでは伊万里・有田消防本部および、前身の伊万里市消防本部・有田町消防本部についても説明する。

## 概要
出典による

### 消防組合・消防本部
- 消防本部：伊万里市立花町1355番地3
- 管内面積：321.08km2
- 管轄区域：伊万里市、有田町
- 職員数：計1261名
- 消防署2カ所、分署3カ所
- 車両:33台
- 管理者：伊万里市長
- 副管理者：有田町長

### 主力機械
- 消防ポンプ自動車:6
- 水槽付き消防ポンプ自動車:3
- 救助工作車II型:1
- 津波・大規模 風水害対策車:1（総務省消防庁貸与品）
- 水陸両用バギー:1（総務省消防庁貸与品）
- 化学消防ポンプ車:1
- 35m級はしご車:1
- 高規格救急車:9
- 指揮車:2
- 照明車:1
- 搬送車:1

## 沿革
出典による

### 伊万里市消防本部
- 1889年（明治22年）：伊万里町に私設消防組設置
- 1954年（昭和29年）：市政施行、常備消防設置。伊万里市消防本部発足
- 2008年（平成20年）：長崎県松浦市福島町への消防委託を解消（合併前に旧福島町より委託。松浦地区消防組合へ業務移管）

### 有田町消防本部
- 1969年（昭和44年）：有田町（ありたまち）単独で常備消防設置。
- 1971年（昭和46年）：西有田町との消防組合を設置。
- 2006年（平成18年）：有田町・西有田町が合併し、有田町（ありたちょう）発足。消防組合を廃止し、有田町消防本部を設置。

### 伊万里・有田消防本部
- 2012年（平成24年）：伊万里・有田消防広域化協議会発足
- 2014年（平成26年）：伊万里市及び有田町の１市１町で構成され、１本部、２署、 ３分署を配置した「伊万里・有田消防組合」発足
- 2018年（平成30年）：総務省消防庁より緊急消防援助隊用の「津波・大規模 風水害対策車」および「水陸両用バギー」の無償貸与・配備を受ける。

## 消防署
| 消防署       | 住所                        | 分署                                                                                             |
| ------------ | --------------------------- | ------------------------------------------------------------------------------------------------ |
| 伊万里消防署 | 伊万里市立花町1355番地3     | 西：伊万里市山代町久原1637番地4 北：伊万里市黒川町塩屋225番地1 東：伊万里市大川町大川野3771番地1 |
| 有田消防署   | 西松浦郡有田町南原甲940番地 |                                                                                                  |